# Багатомасштабні підходи
Масштабопросторове подання сигналу, отримуване гауссовим згладжуванням, задовольняє низку особливих властивостей, масштабопросторових аксіом, які перетворюють його на особливу форму багатомасштабного подання. Проте у сферах комп'ютерного бачення, обробки зображень та обробки сигналів існують й інші типи «багатомасшта́бних підхо́дів» (англ. "multi-scale approaches"), зокрема, поняття вейвлетів. Мета цієї статті — описати кілька з цих підходів:

## Масштабопросторова теорія для одновимірних сигналів
Для одновимірних сигналів існує досить добре розвинена теорія для безперервних та дискретних ядер, які гарантують неможливість створення операцією згортки нових локальних екстремумів чи перетинів нуля. Для безперервних сигналів всі масштабопросторові ядра може бути розкладено на наступні набори примітивних згладжувальних ядер:
- гауссове ядро: {\displaystyle g(x,t)={\frac {1}{\sqrt {2\pi t}}}\exp({-x^{2}/2t})}, де {\displaystyle t>0},
- зрізані експоненційні ядра (фільтри з одним дійснозначним полюсом в s-площині):

{\displaystyle h(x)=\exp({-ax})}, якщо {\displaystyle x\geq 0}, та 0 інакше, де {\displaystyle a>0}
{\displaystyle h(x)=\exp({bx})}, якщо {\displaystyle x\leq 0}, та 0 інакше, де {\displaystyle b>0},
- паралельні перенесення,
- масштабування.

Для дискретних сигналів ми можемо, з точністю до примітивних паралельних перенесень та масштабувань, розкласти будь-яке дискретне масштабопросторове ядро на такі примітивні операції:
- дискретне гауссове ядро

{\displaystyle T(n,t)=I_{n}(\alpha t)}, де {\displaystyle \alpha ,t>0}, де {\displaystyle I_{n}} — видозмінені функції Бесселя цілого порядку,
- узагальнені двочленні ядра, що відповідають лінійному згладжуванню, вигляду

{\displaystyle f_{out}(x)=pf_{in}(x)+qf_{in}(x-1)}, де {\displaystyle p,q>0}
{\displaystyle f_{out}(x)=pf_{in}(x)+qf_{in}(x+1)}, де {\displaystyle p,q>0} ,
- рекурсивні фільтри першого порядку, що відповідають лінійному згладжуванню, вигляду

{\displaystyle f_{out}(x)=f_{in}(x)+\alpha f_{out}(x-1)}, де {\displaystyle \alpha >0}
{\displaystyle f_{out}(x)=f_{in}(x)+\beta f_{out}(x+1)}, де {\displaystyle \beta >0} ,
- однобічне пуассонове ядро

{\displaystyle p(n,t)=e^{-t}{\frac {t^{n}}{n!}}} для {\displaystyle n\geq 0}, де {\displaystyle t\geq 0}
{\displaystyle p(n,t)=e^{-t}{\frac {t^{-n}}{(-n)!}}} для {\displaystyle n\leq 0}, де {\displaystyle t\geq 0} .
З цієї класифікації видно, що нам потрібна безперервна напівгрупова структура, існує лише три класи масштабопросторових ядер з безперервним параметром масштабу: гауссове ядро, яке формує простір масштабів безперервних сигналів, дискретне гауссове ядро, яке формує простір масштабів дискретних сигналів, та часово-причинне пуассонове ядро, яке формує часовий простір масштабів над дискретним часом. Якщо ми, з іншого боку, пожертвуємо безперервною напівгруповою структурою, то варіантів стає більше:
Для дискретних сигналів використання узагальнених двочленних ядер забезпечує формальну основу для визначення операції згладжування в піраміді. Для часових даних однобічні зрізані експоненційні ядра та рекурсивні фільтри першого порядку забезпечують спосіб визначення часово-причинних просторів масштабів, які уможливлюють ефективне чисельне втілення та враховують причинність над часом без доступу до майбутнього. Рекурсивні фільтри першого порядку також забезпечують систему для визначення рекурсивних наближень гауссового ядра, які в слабшому сенсі зберігають деякі масштабопросторові властивості.